# Галицький Володимир Васильович
Галицький Володимир Васильович (30 липня 1955, Київ, УРСР)  — радянський, український кінооператор, Заслужений діяч мистецтв України (2015), член Спілки кінематографістів України, член Національної спілки журналістів України, член Гільдії кінооператорів України.

## Життєвий шлях
Народився у Києві. Після закінчення середньої школи почав працювати проявлячем кіноплівки на Київській кіностудії науково-популярних фільмів.
У 1978 році закінчив Київський державний інститут театрального мистецтва імені І.К. Карпенка-Карого, де навчався на кінооператорському факультеті в майстерні Леоніда Прядкіна.

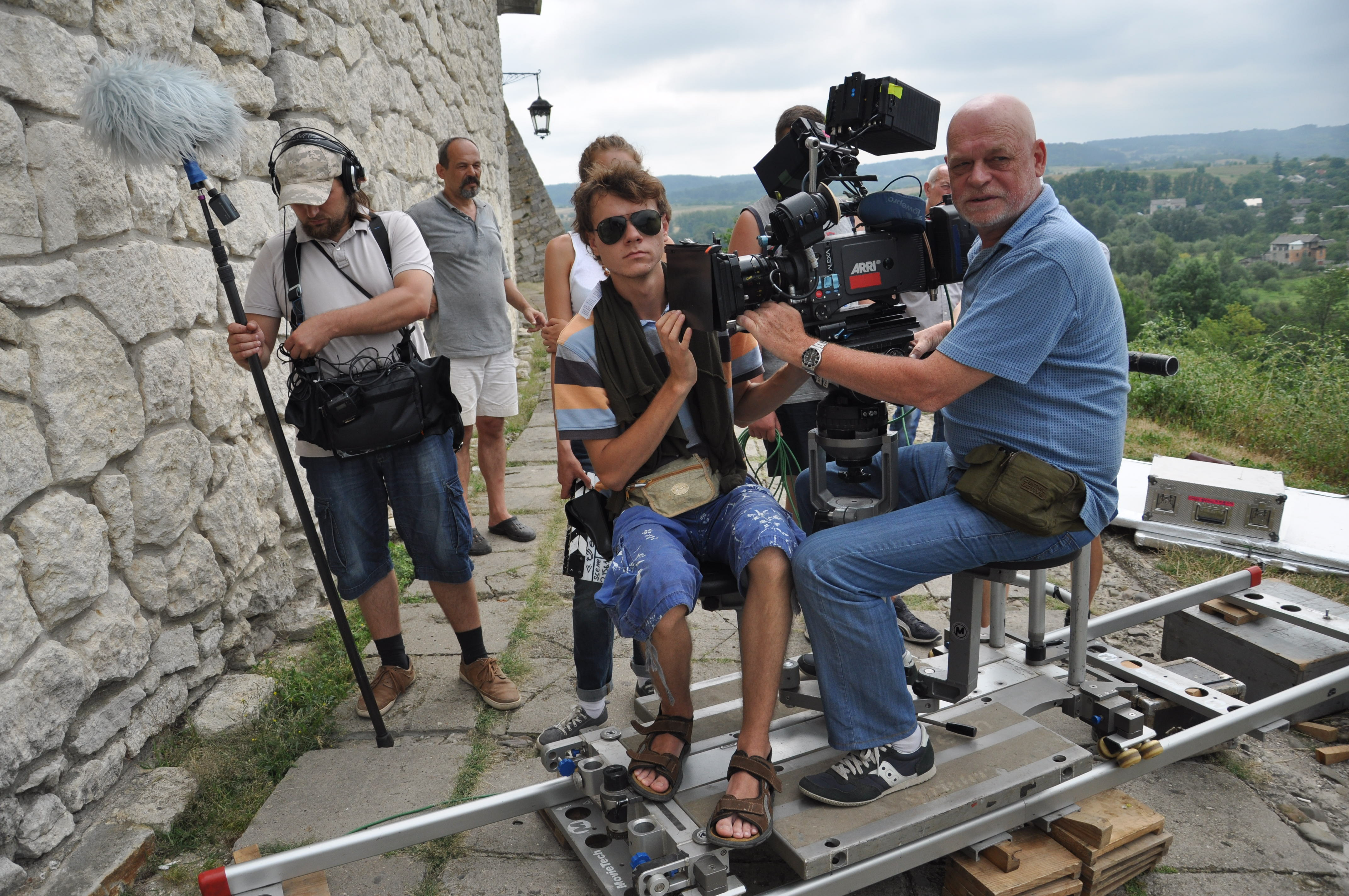
Галицький в оточені знімальної групи на зйомках фільму «Гетьман», 2014 р.

Після служби в армії у 1980 році розпочав кар’єру кінооператора на студії «Укртелефільм», працюючи в жанрі хронікально-документального кіно. В цей період роботи у 1984 році Володимиром Галицьким був знятий документальний фільм «Будні РАПО», де  вперше в Україні було застосовано технологію  16-мм негативної кольорової плівки фірми KODAK.
У 1986 році під час аварії на ЧАЕС Володимир Галицький один із перших українських кінооператорів проводив повітряні зйомки реактора четвертого енергоблоку та зйомки евакуйованого міста Чорнобиль. 
На початку 90-х років Володимир Галицький брав активну участь у створенні телебачення міста Славутич. 
У 1995 році почав працювати оператором в українському відділенні американської компанії «Burson-Marsteller» , а пізніше в рекламній агенції «The Willard Group»  у Києві. 
З 2000 року активно співпрацює з різними теле- та фільмовиробничими студіями. Володимир Галицький зняв велику кількість телевізійних програм та сотні фільмів в різних жанрах: рекламні, документальні, анімаційні та ігрові.

## Викладацька діяльність
З 1998 року Володимир Галицький поєднує свою практичну роботу оператора з педагогічною діяльністю у вищих навчальних закладах по підготовці майбутніх операторів кіно та телебачення: Київський державний інститут театрального мистецтва ім. І.К. Карпенка-Карого (1998-2000), Інститут журналістики та кіно-телемистецтва Київського міжнародного університету (2006-2008), Інститут екранних мистецтв ім. І. В. Миколайчука (2009-2015). З 2015 року і дотепер є доцентом кафедри кіно- , телемистецтва Інституту журналістики Київського національного університету ім. Т.Г. Шевченка. 

## Відзнаки та Нагороди
- 2000 — Диплом за операторську роботу Міжнародного кінофестивалю туристичних фільмів «Вітер мандрів» за фільм «Моя Полтава»
- 2005-2006 — нагороди анімаційного фільму «Злидні»
  - Срібний ведмідь  Festival der Nationen Ebensee
  - Golden Mboni Lola Kenia Festival
  - ІІ премія Ja Ja Festival
  - приз глядацьких симпатій за найкраще дитяче кіно ANIMADRID
  - диплом журі World Festival of Animated Films in Zagreb
- 2008 — Приз за найкращу професійну операторську роботу кінофестивалю «Відкрита ніч» за фільм «Закон»
- 2014 — Відзнака Київського міського голови нагрудний знак «Знак пошани»
- 2015 — Заслужений діяч мистецтв України
- 2016 — Почесна грамота Міністерства культури

## Вибіркова фільмографія

### Документальні фільми

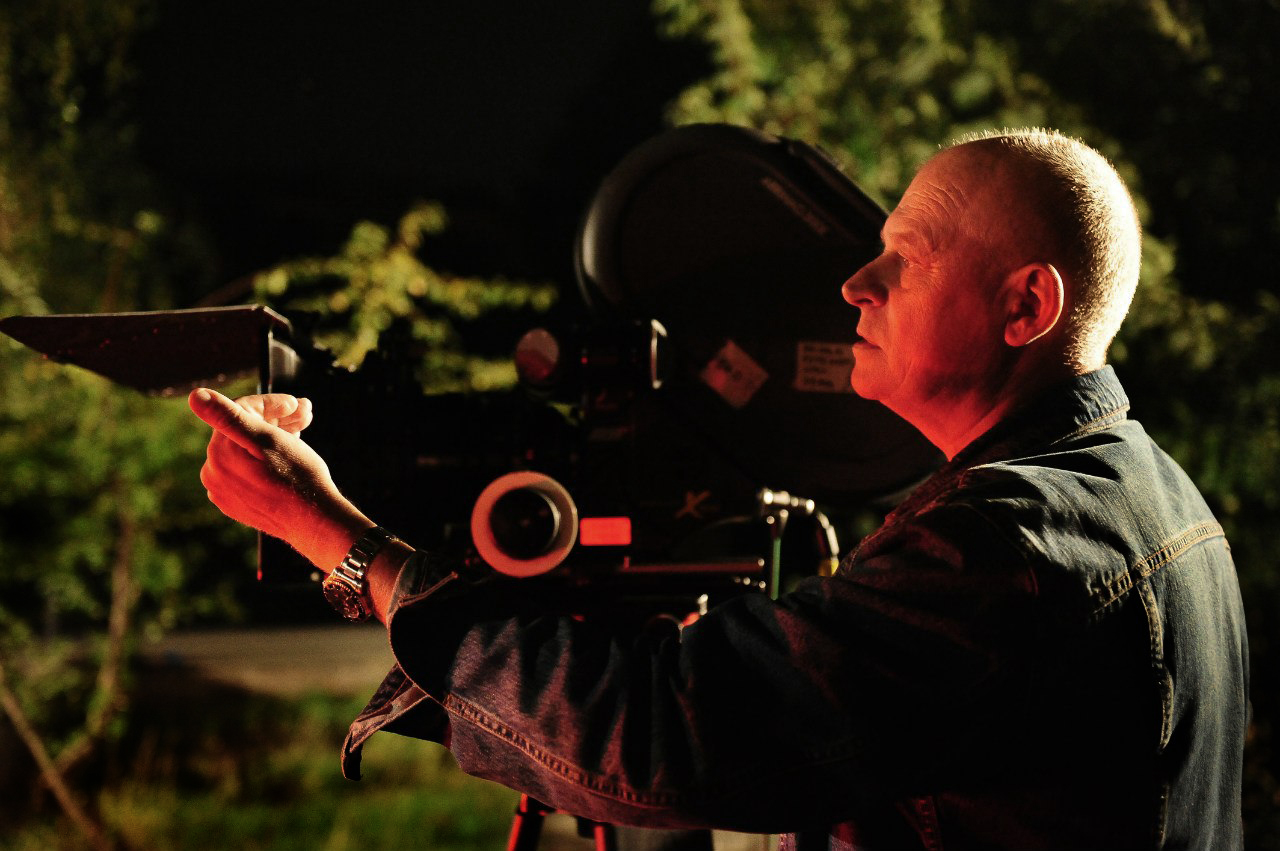
Галицький на зйомках фільму «Загублене місто», 2012 р.

- 1982 — «Острів Хортиця»
- 1983 —  «Житомир, історія міста у розповідях його жителів»
- 1984 —  «Будні РАПО»
- 1985 —  «Місто, тато і я»
- 1985 —  «Повірити у себе»
- 1986 —  «Щоб пізнати істину»
- 1986 —  «Спорт, село і фантазія»
- 1987 —  «Херсон»
- 1988 —  «Бабина хата»
- 1991 —  «Київський класичний...»
- 1992 —  «Лінія інтиму»
- 1993 —  «В пошуках загубленого я»
- 1994 —  «Київські цілителі»
- 2000 —  «Чорнобиль - тривога і надія»
- 2000 —  «Моя Полтава»
- 2001 —  «Україна, час сподівань»
- 2004 —  «Перша в імперії»
- 2004 —  «Монолог гетьмана»
- 2006 —  «Ольвія - місто щастя»

- 2006 —  «Останній рік Віри Холодної»
- 2006 —  «Спогади про минуле»
- 2006 —  «Іван Франко: львівські сторінки життя»[4]
- 2009 —  «Апостоли любові»
- 2010 —  «Вони були першими»
- 2010 —  «На грані можливого»
- 2011 —  «Жива вода подільських Товтр»
- 2012 —  «Перехрестя»
- 2013 —  «Людина є таємниця»
- 2013 —  «Вадим Карофелов: штрихи до портрета»

### Анімаційні фільми
- 2005 —  «Злидні»
- 2011 —  Серія 14 «Верхівня» із мультсеріалу «Моя країна — Україна»
- 2012 —  Серія 18 «Чорне озеро» із мультсеріалу «Моя країна — Україна»

### Ігрові фільми
- 2003 —  «Граф Нулін», фільм-моноспектакль
- 2007 —  «Може бути»
- 2008 —  «Закон» [5]
- 2012 —  «Інстинкти»
- 2013 —  «Загублене місто» [6]
- 2015 —  «Гетьман» [7] [8]

## Інше
| Кінематографіст | Це незавершена стаття про кінематографіста чи кінематографістку. Ви можете допомогти проєкту, виправивши або дописавши її. |